# Milcherzeugnis
Ein Milcherzeugnis, Milchprodukt oder Molkereiprodukt ist ein Lebensmittel, dessen Zutaten hauptsächlich aus Milch oder deren Bestandteilen (Milcheiweiß, Milchfett oder Milchzucker) besteht. Zu den Milcherzeugnissen gehören einerseits verschieden behandelte Milcharten und andererseits durch Fermentation oder Extraktion von Milchbestandteilen gewonnene Produkte der Milch.

## Rechtsvorschriften

Das Genusstauglichkeitskennzeichen

- Verkehrsbezeichnung (was unter der Bezeichnung Milch- bzw. Milcherzeugnis bzw. Milchmischerzeugnis im Handel angeboten werden darf):
  - Die Bezeichnungen Milch, Milcherzeugnisse sowie Milchmischerzeugnis sind im Milch- und Fettgesetz in Verbindung mit der Milcherzeugnisverordnung gesetzlich festgelegt
  - die Bezeichnung Käse ist gesondert in der Käseverordnung gesetzlich festgelegt
  - die Bezeichnung Butter ist gesondert in der Butterverordnung gesetzlich festgelegt
- Identifikation: Innerhalb der EU trägt ein jedes Milcherzeugnis ein Identitätskennzeichen.
- Hygiene: Rechtlich gelten für Milcherzeugnisse die Regelungen der Verordnung über Anforderungen an die Hygiene beim Herstellen, Behandeln und Inverkehrbringen von bestimmten Lebensmitteln tierischen Ursprungs (Tierische Lebensmittel-Hygieneverordnung – Tier-LMHV).
- Herkunftsbezeichnung: einige wenige Produkte dürfen mit diesen Siegeln versehen in den Handel

## Arten von Milcherzeugnissen

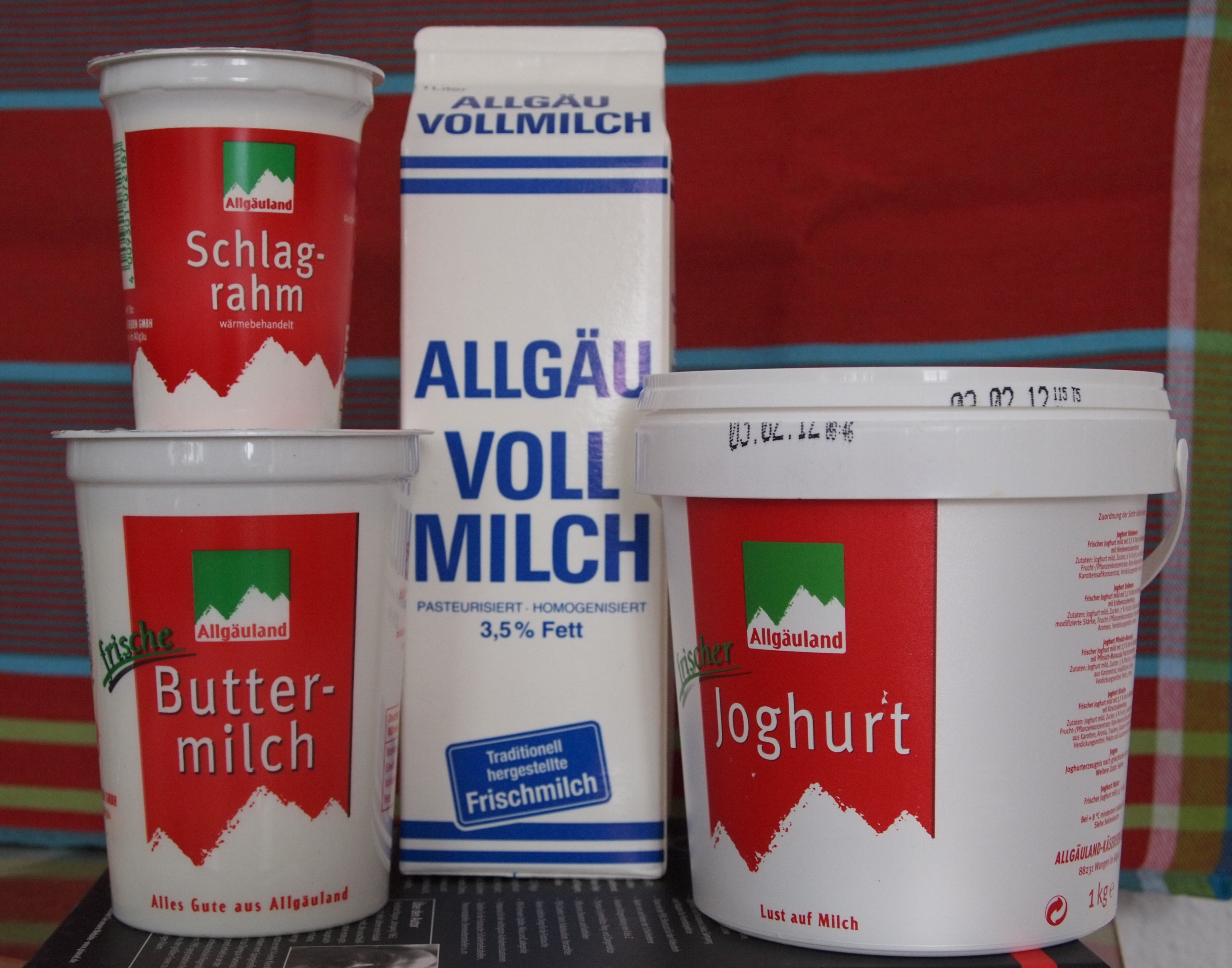
Diverse verpackte Milcherzeugnisse für Endverbraucher.

### Unbehandelte Milch
- Rohmilch (Frischmilch) und Rohmilchkäse
- Vorzugsmilch

### Behandelte Milch
- Dauermilchprodukte
  - Kondensmilch
  - Milchpulver, Molkepulver und Sahnepulver
- Entrahmte Milch, Magermilch
- Homogenisierte Milch (Frische Milch)
- Pasteurisierte Milch
- Sterilisierte Milch
- Teilentrahmte, fettarme Milch
- Thermisierte Milch
- Ultrahocherhitzte Milch (H-Milch, UHP-Milch)
- Vollmilch
- ESL-Milch

### Extrahierte / fermentierte Milchprodukte
- Butter
  - Butterschmalz
  - Halbfettbutter
- Käse
  - Frischkäse
  - Weichkäse
  - Halbfester Schnittkäse
  - Schnittkäse
  - Hartkäse
- Milchmischerzeugnis
- Molke
- Quark
- Sahne
  - Kaffeesahne
- fermentierte Milchextrakte
  - Molkebier
- Sauermilchprodukte (durch Milchsäuregärung gesäuert)
  - Buttermilch
  - Dickmilch
  - Joghurt
  - Kefir
  - Schmand
  - Saure Sahne
  - Crème fraîche

Milch, Milchbestandteile und Milchnebenprodukte (Molke, Buttermilch) werden in der Lebensmittelindustrie, Bäckereien, in der Getränkeproduktion, bei der Kosmetikaherstellung und in der Tiermast noch als Ausgangsstoffe für zahlreiche andere Produkte verwendet:
- Milcheis aus Milch, Milchpulver, Molkepulver, Milchfett usw.
- Milchschokolade
- Milchserumgetränke aus Molke, bspw. Rivella
- Kosmetika und Salben zum Beispiel aus Ziegenbutter
- Badezusätze aus Molke
- Auch Kunststoffe aus Kasein; Kaseinkunststoffe waren die erste Kunststoffgeneration (z. B. Kunsthorn für Knöpfe, Kämme, Möbelgriffe usw.).

## Untersuchung von Milchprodukten im Rahmen eines Schulexperiments
Im Hinblick auf eine stärkere Berücksichtigung von Lactoseintoleranz in der Bevölkerung kann es sehr aufschlussreich sein, den Lactosegehalt von Milchprodukten mit einfachen Mitteln chemisch zu untersuchen. Hierzu bietet sich die Wöhlk-Reaktion (siehe Abbildung) sowie deren Weiterentwicklungen Fearon-Test und 1,6-Diaminohexan-Verfahren an.

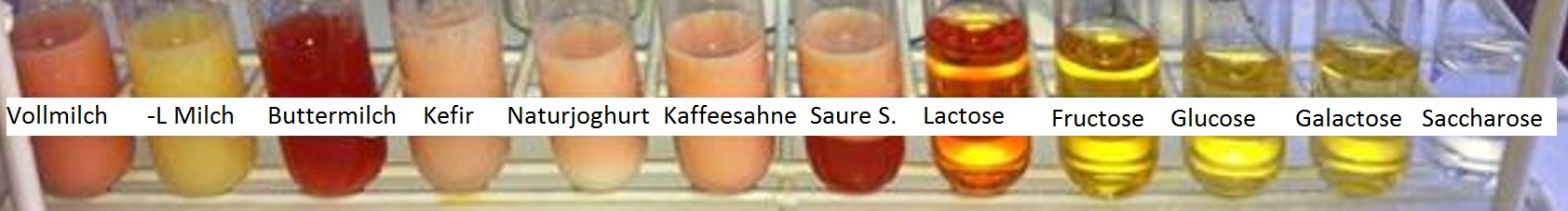
Unterschiedlicher Lactosegehalt von Milchprodukten und Zuckerlösungen, sichtbar gemacht durch die Wöhlk-Reaktion.